# دیوید گیلی
 دیوید گیلی (انگلیسی: David Gilly؛ ۷ ژانویهٔ ۱۷۴۸ – ۵ مهٔ ۱۸۰۸) یک معمار اهل آلمان بود.